# 裏切りの街角 (曲)
「裏切りの街角」（うらぎりのまちかど）は、甲斐バンドの楽曲である。1975年6月5日に東芝EMIから2枚目のシングルとして発売された。

## 概要
オリコン週間シングルランキングでは最高位7位を記録。シングルは75万枚の売り上げを記録。
この曲で、第8回日本有線大賞優秀新人賞を受賞。
甲斐は後に結成したKAI FIVEのライブでも演奏しており、1993年に発売されたライブ・アルバム『History Live』にライブ音源が収録されている。

## 収録曲
| 全作詞・作曲: 甲斐よしひろ、全編曲: 今井裕・甲斐よしひろ。 |                  |              |              |      |
| #                                                          | タイトル         | 作詞         | 作曲・編曲   | 時間 |
| A.                                                         | 「裏切りの街角」 | 甲斐よしひろ | 甲斐よしひろ | 3:10 |
| B.                                                         | 「薔薇色の人生」 | 甲斐よしひろ | 甲斐よしひろ | 4:40 |
| 合計時間:                                                  | 合計時間:        | 7:50         |              |      |